# Sede de condado
Uma sede de condado é um centro administrativo, sede do governo ou capital de um condado ou paróquia civil. O termo está em uso no Canadá, China, Hungria, Romênia, Taiwan e Estados Unidos. O termo equivalente shire town é usado no estado americano de Vermont e em algumas outras jurisdições de língua inglesa. As cidades do condado têm uma função semelhante na República da Irlanda e no Reino Unido, bem como historicamente na Jamaica.